# Bodianus cylindriatus

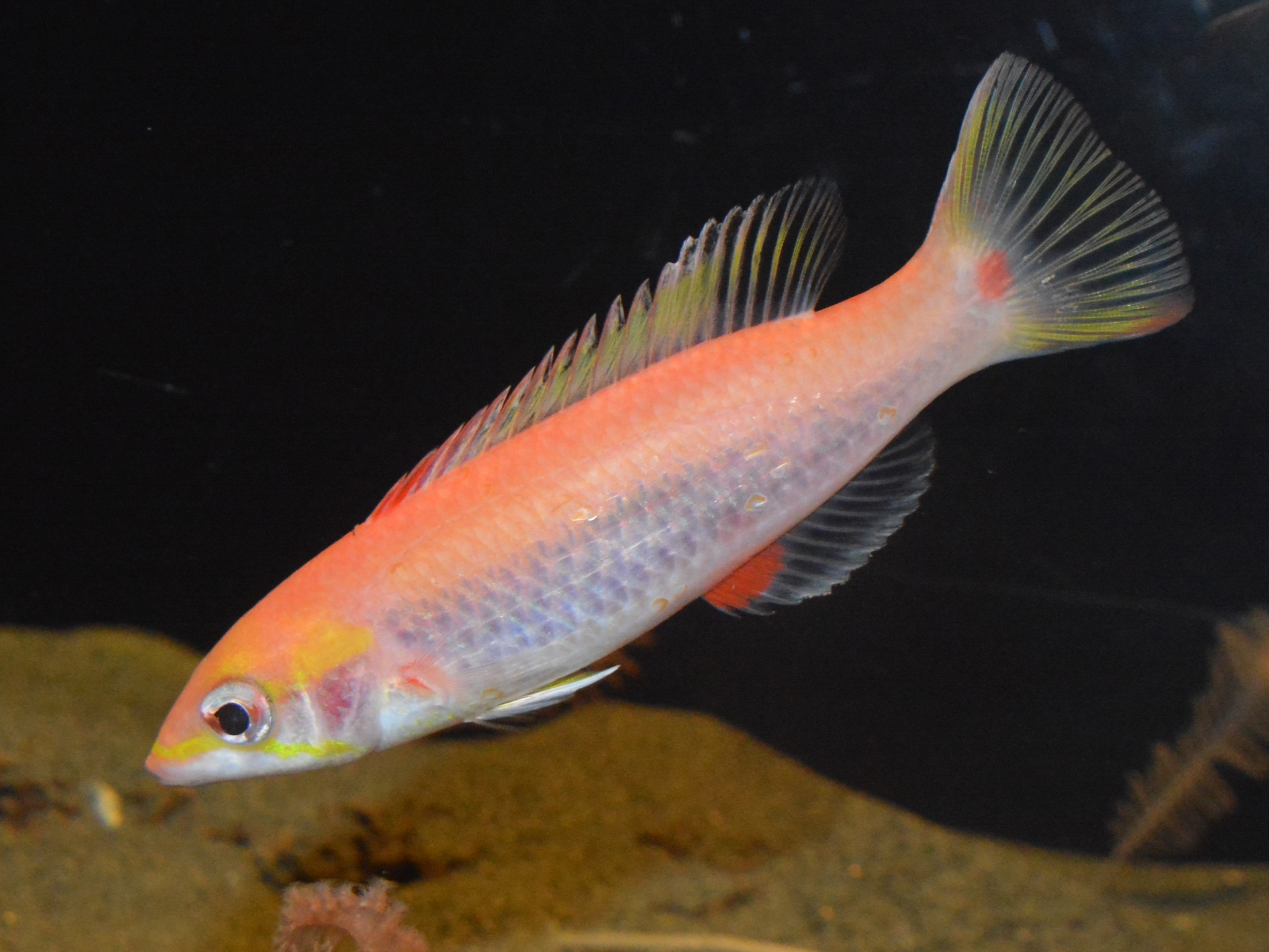
Fotografia d'un especimen de Bodianus cylindriatus.

 Bodianus cylindriatus és una espècie de peix de la família dels làbrids i de l'ordre dels perciformes.

## Morfologia
Els mascles poden assolir els 14,2 cm de longitud total.

## Distribució geogràfica
Es troba al Japó i a les Hawaii.